# Période sothiaque
La période sothiaque est la durée de 1460 années solaires (soit 1461 années civiles égyptiennes) séparant deux correspondances successives entre le lever héliaque de Sirius (Sothis) et le premier jour de l'année civile égyptienne (premier jour de la saison Akhet) .
Une année solaire dure 365,25 jours tandis qu'une année civile égyptienne dure 365 jours. Il y avait donc un décalage du calendrier civil égyptien d'une journée tous les quatre ans, le lever héliaque de Sirius se produisant un jour plus tôt tous les quatre ans. Par conséquent, un décalage de 365 jours s'effectuait au bout de 365 x 4 ans, soit 1460 ans.
Des auteurs comme Censorinus ou Julius Firmicus Maternus ont présenté la période sothiaque comme une année divine ou parfaite, offrant ainsi un exemple de ce que l'antiquité a connu plus généralement sous le nom de grande année. Dans une veine plus mythique Tacite rapporte que le phénix vit 1461 ans.